# Cleveland Brown
Cleveland Brown Sr. is een personage uit de geanimeerde televisieserie Family Guy. Hij is zowel een buurman als een vriend van hoofdpersoon Peter Griffin en een van de weinige zwarte personages in het programma. Hij is eigenaar van een delicatessenwinkel, genaamd 'Cleveland's Deli'. Zijn naam refereert aan het professionele American footballteam de Cleveland Browns. Zijn stem wordt ingesproken door Ari Sahir.
In het begin van de serie werd Cleveland meestal neergezet als uitermate rustig en geduldig. Soms veroorzaakt dit een contrast met de gewelddadige humor in de serie, zoals wanneer Cleveland een taxi vernielt die hem niet wil meenemen.
Cleveland is Afro-Amerikaan. Hij is tot seizoen 4 getrouwd met Loretta, die geen 'blanke literatuur' in huis toelaat. In de aflevering The Cleve-Loretta-Quagmire scheiden ze, omdat Glenn Quagmire met haar is vreemdgegaan.
In 2009 verscheen Cleveland in een spin-off van Family Guy, The Cleveland Show.